# Ozodicera simplex
Ozodicera simplex är en tvåvingeart som först beskrevs av Walker 1856.  Ozodicera simplex ingår i släktet Ozodicera och familjen storharkrankar. Inga underarter finns listade i Catalogue of Life.